# غلين ياربروف
غلين ياربروف (بالإنجليزية: Glenn Yarbrough)‏ هو موسيقي ومغني أمريكي، ولد في 12 يناير 1930 في ميلواكي في الولايات المتحدة، وتوفي في 11 أغسطس 2016 في ناشفيل في الولايات المتحدة بسبب خرف.

## وصلات خارجية
- غلين ياربروف على موقع IMDb (الإنجليزية)
- غلين ياربروف على موقع ميوزك برينز (الإنجليزية)
- غلين ياربروف على موقع إن إن دي بي (الإنجليزية)
- غلين ياربروف على موقع أول ميوزيك (الإنجليزية)
- غلين ياربروف على موقع ديسكوغز (الإنجليزية)
- غلين ياربروف على موقع قاعدة بيانات الفيلم (الإنجليزية)